# 中山三吉
中山 三吉（なかやま さんきち、1938年5月14日 - 1984年6月3日）は、元吉本新喜劇の座員、元漫才師、コメディアンである。本名：山本恵男。大阪市出身。
山田三吉と名乗っていた時期もあった。

## 来歴・人物
松竹家庭劇に入団し、曾我廼家十吾に師事。退団後、千土地興行（のちの日本ドリーム観光）所属で東清二と漫才コンビを組み千日劇場に上がる。解消後もルーキー新一劇団、再び千日劇場でコメディーのセンニチ・コメディ、大宝芸能（のちの大宝企画）のトップホットシアターのコマ新喜劇などを転々、1971年6月から吉本新喜劇に入団した。
独特のおうとつのあるサル顔を弄られ人気を得、またやくざ役も得意とした中堅として活躍したが、1984年に首を吊って自殺した。46歳没。
その後、サルキャラは間寛平が受け継いだ。